# 2006 في البرتغال
فيما يلي قوائم الأحداث التي وقعت خلال عام 2006 في البرتغال.

## سياسة

### تعيين في المنصب
- 9 مارس – أنيبال كافاكو سيلفا رئيس البرتغال.

### انتهاء فترة المنصب
- 9 مارس – جورجي سامبايو رئيس البرتغال.
- 3 يوليو – ديوغو دي فريتاس دو أمارال وزير الخارجية  [لغات أخرى]‏.

## رياضة
- 1 يناير – البرتغال في كأس العالم 2006
- 1 يناير – جائزة البرتغال الكبرى للدراجات النارية 2006
- 1 يناير – معركة نورمبيرغ

## وفيات

### يونيو
- 17 يونيو – جواكيم ميراندا (مواليد 1950) سياسي برتغالي.

### يوليو
- 27 يوليو – كارلوس روكي (مواليد 1936) فنان قصص مصورة برتغالي.[1]

### أغسطس
- 14 أغسطس – أميريكو هنريكس (مواليد 1923)